# Секвої вічнозелені
Секвої вічнозелені (англ. Redwoods) — американський повнометражний музичний фільм режисера Девіда Льюїса про короткий період романтичних стосунків двох чоловіків з Північної Каліфорнії.

## Сюжет
Хоча Еверетт і Майлс живуть дружно, і здавалося б, душа в душу, а їх облаштований будинок розташований в маленькому прекрасному каліфорнійському містечку серед величних секвой, в цьому раю теж є проблеми. Фільм розпочинається з розмови, яка не виходить за рамки обговорення побутових моментів: зламалася поливалка для газону, а у ванній кімнаті з'явилася пліснява. Коли Майлс з сином від'їжджає на якийсь час до батьків, в містечку з'являється незнайомець — честолюбний письменник на ім'я Чейз. Після декількох випадкових зустрічей між Евереттом і Чейзом зав'язуються стосунки. Спочатку обмін історіями з життя, надіями і мріями. Потім між ними спалахує пристрасть. Еверетт в сум'ятті, він не знає, чому надати перевагу: стабільним стосункам в гей-сім'ї, буденній роботі, одноманітному життю, чи синові, до якого він так прив'язаний? Чи кинути все і поринути з головою в нову романтику? Але Чейз від'їжджає. Проходить п'ять років. Майлс з сином знову вирушають в поїздку. Еверетт чекає Чейза, але, замість довгожданої зустрічі, звістка: Чейз помер. Від нього у Еверетта залишилася тільки нова книга під назвою «Секвої вічнозелені», та їх спільна фотографія на тлі величезних і красивих дерев.

## У ролях
| Актор             | Роль            |
| ----------------- | --------------- |
| Елінор Белл       | Тесс Форстер    |
| Брендан Бредлі    | Еверетт Форстер |
| Меттью Монтгомері | Чейз            |
| Лорі Берк         | Джессіка        |
| Калеб Дорфман     | Біллі           |